# Воронина-Иванова, Александра Ивановна
Алекса́ндра Ива́новна Воро́нина-Ивано́ва (1806—1850) — русская артистка балета, солистка московской труппы Императорских театров в 1822—1843 годах, фаворитка князя Николая Юсупова.

## Биография
Александра Воронина-Иванова — представительница московской школы. Ребёнком она была принята в Московское театральное училище, которое окончила в 1822 году. Ещё до выпуска из училища, будучи ученицей, дебютировала на сцене в сольной партии балета «Дезертир». По окончании обучения поступила в московскую труппу  Императорских театров, где оставалась до конца творческой биографии. Танцевала на разных сценах, в том числе в театре на Моховой Пашковского особняка, где после пожара 1812 года, разрушившего Арбатский театр, работала московская труппа. С открытием Большого театра в 1825 году стала одной из первых артисток этой сцены.
Танцевала в постановках Адама Глушковского и петербургских балетах Шарля Дидло, повторявшихся на московской сцене. Вместе с другими московскими артистами выезжала на гастрольные поездки в Санкт-Петербург (в то время обе труппы — московская и петербургская — работали под единым руководством императорской канцелярии и постоянно обменивались как постановками, так и исполнительским составом). Её творчеству посвящали свои критические статьи Виссарион Белинский и Сергей Аксаков.
Была «технически сильной, темпераментной танцовщицей, владевшей мимическим мастерством». Историк балета Юрий Бахрушин писал о ней как о балерине, «известной темпераментностью и особым блеском исполнения танцев, что впоследствии было отмечено В. Г. Белинским. Обладая большой выносливостью и прекрасной техникой, она занимала первое положение в труппе».
Согласно воспоминаниям Ильи Арсеньева, артистка была до самой князя кончины на содержании у Николая Юсупова, «который в бенефис её награждал редкими бриллиантами». За свою карьеру она имела несколько бенефисных представлений в спектаклях Большого театра. По традиции, бенефициант сам выбирал репертуар для вечера в свою пользу — так, 3 ноября 1839 года в бенефис Ворониной-Ивановой состоялась московская премьера водевиля Э. Теолона и Ж.-Ф. Байяра «Лев Гурыч Синичкин, или Провинциальная дебютантка» в переделке для русской сцены Д. Т. Ленского, включившего в пьесу намёки на современную ситуацию в русских труппах (годом ранее, в 1838 году, водевиль был поставлен в Санкт-Петербурге, однако успеха не имел).
Оставила сцену в 1843 году.
Скончалась Александра Ивановна 25 января (6 февраля) 1850 года. Похоронена на Ваганьковском кладбище (33 уч.).

## Репертуар
- 1819 — Креуза, «Ясон и Медея», балетмейстер Адам Глушковский, перенос постановки Шарля Ле Пика (Театр на Моховой)[5]
- 1825 — «Пагубные следствия пылких страстей Дон Жуана, или Привидение убитого им Командора» — главная партия[1]
- «Зефир и Флора», балетмейстер Шарль Дидло
- «Рауль де Креки, или Возвращение из крестовых походов», балетмейстер Шарль Дидло
- «Кавказский пленник, или Тень невесты», балетмейстер Адам Глушковский
- 4 октября 1835, в собственный бенефис — «Карл и Лизбета», балетмейстер Адам Глушковский по хореографии Дидло
- Кроме балетных партий, исполняла танцевальные дивертисменты в операх и операх-водевилях на сцене Большого театра.